# Samir Fazli
Samir Fazli (in macedone Самир Фазли?; Skopje, 22 aprile 1991) è un calciatore macedone, attaccante svincolato.

## Biografia
Nato nella Repubblica di Macedonia, possiede sia il passaporto macedone che quello albanese.

## Carriera

### Club
Inizia la sua carriera da calciatore nelle giovanili del Makedonija G.P.. Il 1º luglio 2009 viene acquistato a titolo definitivo dalla squadra olandese del Heerenveen. Dopo essersi svincolato dalla squadra svizzera del Wil, il 15 settembre 2017 sottoscrive un contratto biennale con scadenza il 30 giugno 2019, con i croati del Rudeš.

### Nazionale
Ha debuttato con la maglia della nazionale macedone Under-21 nel 2008.